# Ziyad al-Nakhalah
Ziyad al-Nakhalah, (in arabo زياد النخالة‎?), a volte anche Ziad Nakhale (Khan Yunis, 6 aprile 1953), è un politico palestinese, leader della Jihad islamica palestinese (PIJ), un gruppo che si oppone a Israele ed è stato dichiarato   un'organizzazione terroristica da diversi paesi dal 28 settembre 2018. Si ritiene che al-Nakhalah, designato terrorista dagli Stati Uniti nel 2014, viva in Libano o in Siria.

## Biografia
Ziyad al-Nakhalah è nato il 6 aprile 1953 a Khan Yunis, Gaza, allora sotto l'occupazione egiziana. Suo padre fu ucciso nel 1956 durante la crisi di Suez.  Al-Nakhalah si è formato come insegnante a Gaza.
Nel 1971, al-Nakhalah fu condannato all'ergastolo in Israele a causa delle sue attività militanti con il Fronte arabo di liberazione. Durante i suoi 14 anni di prigione, fu trasferito tra diverse carceri israeliane. Fu poi uno dei 1.150 prigionieri rilasciati da Israele il 21 maggio 1985 in uno scambio di prigionieri ai sensi dell'accordo di Jibril.
Dopo il suo rilascio, l'allora segretario generale del PIJ, Fathi Shikaki, incaricò al-Nakhalah di istituire nella Striscia di Gaza l'ala militare del gruppo, le Brigate Al-Quds. Al-Nakhalah fu nuovamente arrestato da Israele nell'aprile 1988 per il suo ruolo nella prima Intifada, e fu esiliato in Libano nell'agosto 1988 con altri leader PIJ. Nominato rappresentante del movimento in Libano, svolse un ruolo importante come jihadista nelle azioni militari.
Dopo l'assassinio del fondatore Fathi Shakaki nell'ottobre 1995, il Consiglio della Shura elesse Ramadan Shallah segretario generale e Ziyad al-Nakhalah vice segretario generale della Jihad islamica. Al-Nakhalah ha guidato le delegazioni del PIJ ai colloqui per il cessate il fuoco al Cairo nel 2014. Il segretario generale Shallah lo ha incaricato di agire per suo conto in molti casi. Nel 2014, la casa della sua famiglia venne bombardata durante gli attacchi israeliani a Gaza. La casa fu completamente distrutta e la moglie di suo fratello e il figlio furono uccisi.
Il 23 gennaio 2014, al-Nakhalah è stato designato terrorista dagli Stati Uniti, con conseguente congelamento dei suoi beni e interessi negli USA.  Il motivo era che sosteneva movimenti e organizzazioni ostili a Israele e forniva armi a Gaza. Gli Stati Uniti hanno anche offerto una ricompensa di 5 milioni di dollari per informazioni che portassero alla sua cattura.
Al-Nakhalah è stato eletto segretario generale del PIJ il 28 settembre 2018, subentrando a Ramadan Shallah, colpito da un ictus nell'aprile 2018. È stato rieletto per un secondo mandato nel febbraio 2023.

## Vita privata
Al-Nakhalah è sposato e ha sei figli: quattro femmine e due maschi.